# Pyrocoelia miyako
Pyrocoelia miyako is een keversoort uit de familie glimwormen (Lampyridae). De wetenschappelijke naam van de soort is voor het eerst geldig gepubliceerd in 1981 door Nakane.